# 존 A. 오스본 공항

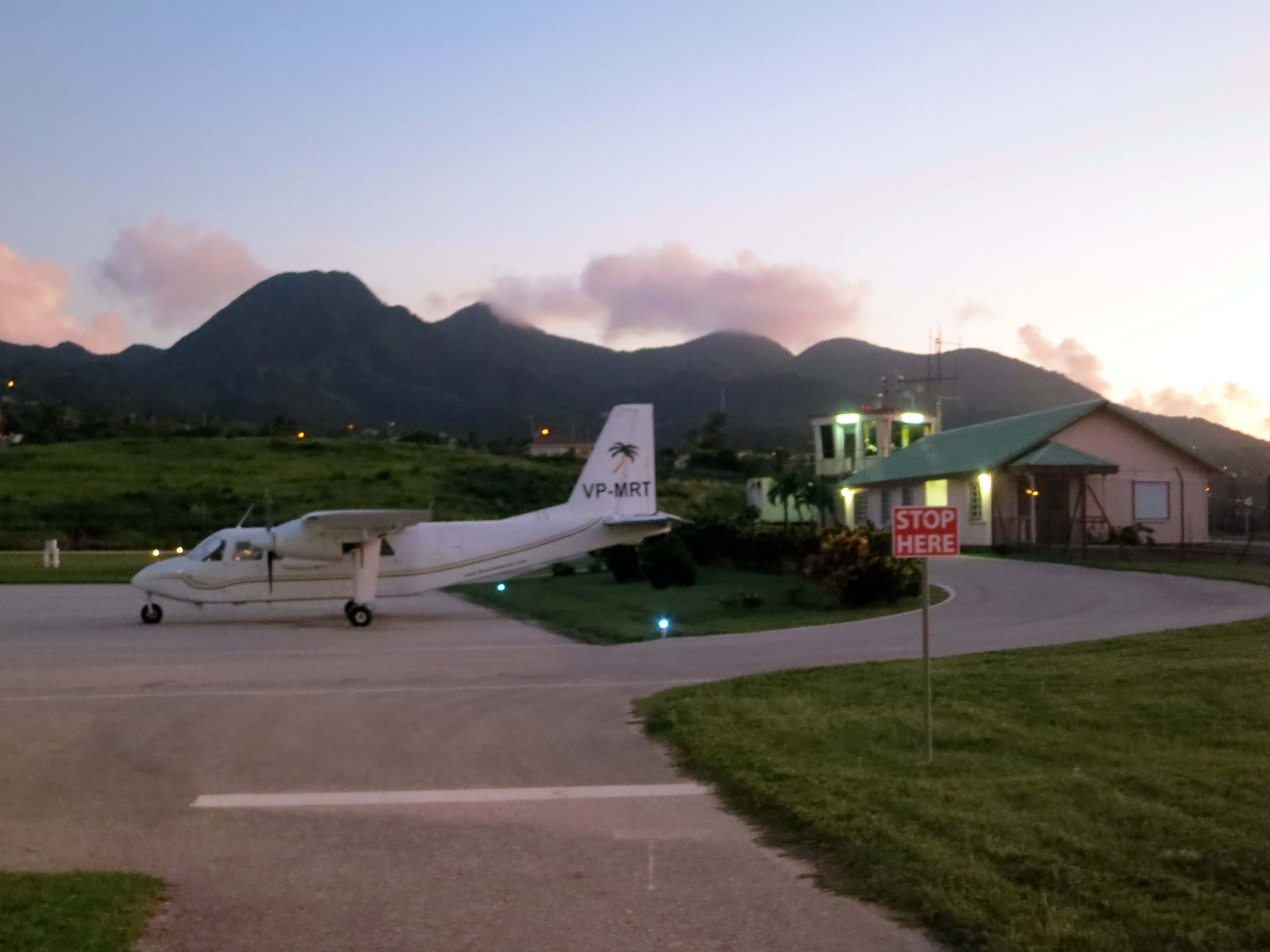

존 A. 오스본 공항(John A. Osborne Airport, 2008년까지의 명칭: Gerald's Airport, IATA: MNI, ICAO: TRPG)은 카리브해 영국의 해외 영토의 하나인 몬트세랫섬의 Gerald에 위치한 작은 공항이다.
활주로 길이는 600미터이며 현대적인 항공 교통 관제 기술과 출입국 관리 시설을 갖추고 있다. 활주로 밑에 공용 터널을 갖춘 카리브해의 유일한 공항이다. 총 건설 비용은 대략 185,000,00 미국 달러이다.